# یواس‌اس کاکریل (دی‌یی-۳۹۸)
یواس‌اس کاکریل (دی‌یی-۳۹۸) (به انگلیسی: USS Cockrill (DE-398)) یک کشتی بود که طول آن ۳۰۶ فوت (۹۳ متر) بود. این کشتی در سال ۱۹۴۳ ساخته شد.